# 范師孟
范師孟（越南语：／，？—？），越南陈朝官员、儒学学者、诗人。
出生在荆门府峡石县（今海阳省荆门市社）。原名范度，因避陈守度讳，改名范師孟。范師孟为越南大儒朱文安的学生，有文采和学问。1345年，元朝派王士衡出使陈朝，问马援铜柱之事。范師孟奉命出使元朝前往辩解。翌年，被任命为掌簿書兼樞密參政。在职期间，与黎伯适一起主张更改赋税、差役制度，被陈明宗拒绝。
1359年，受封为入內行遣知樞密院事，不久调任行遣。1362年，又以行遣官职知樞密院事。
范師孟也是陈朝著名的诗人，他以边塞诗和咏史诗而知名，著名边塞诗有《关北》、《上嶅》、《桄榔道中》，咏史诗有《乌江项羽庙》与《和大明使余贵》诗二首。著有《峡石集》一卷。